# Barilius borneensis
Barilius borneensis är en fiskart som beskrevs av Roberts, 1989. Barilius borneensis ingår i släktet Barilius och familjen karpfiskar. Inga underarter finns listade.